# Мейснер, Дмитрий Иванович
Дмитрий Иванович Мейснер ( (14) июля 1899, Казань, Российская империя — 21 января 1980, Прага, Чехословакия) — русский политический деятель, юрист, журналист, мемуарист, общественный деятель. Активный участник Конституционно-демократической партии (Партии народной свободы, кадетской партии).

## Семья
- Отец — потомственный военный, окончил кадетский корпус, артиллерийское училище и артиллерийскую академию. Молодым офицером участвовал в русско—турецкой войне 1877—1878 гг.
- Мать — была дочерью широко известного русского ученого, естественника-натуралиста, профессора Петербургского университета С. С. Куторги и племянницей известного ученого-историка М. С. Куторги. Окончила Высшие женские педагогические курсы и принадлежала к первым русским женщинам, получившим высшее образование на родине. Принимала активное участие в движении за женское равноправие. Преподавала иностранные языки, французский и немецкий, которые в совершенстве знала. Умерла 83-х лет в Ленинграде, накануне Великой Отечественной войны.

## Образование
Окончил Русский юридический факультет в Праге.

## Деятельность в эмиграции
В Чехословакии с 1921, жил в Праге.
- Работал в Русском зарубежном историческом архиве (РЗИА)[1][2].
- Секретарь Объединения русских эмигрантских организаций.
- Активный участник Республиканско-демократической группы партии Народной свободы.
- Член правления Союза русских писателей и журналистов в Чехословакии.
- Многолетний корреспондент газеты «Последние новости».
- С 1927 председатель Русского демократического студенческого союза.
- В 1930-е выступал на собраниях Республиканско-демократического объединения в Париже.
- В 1941 короткое время был интернирован гестапо.

После смерти Сталина вернулся в СССР. Автор книги «Миражи и действительность: Записки эмигранта» (Москва, 1966). Похоронен согласно своему завещанию на Ольшанском кладбище в Праге.

## Отзывы современников
Он был кадетом не только по настроению и верованиям. Он, как теперь мне представляется, был лично связан с Павлом Милюковым, являлся при нем чем-то вроде «адъютанта по молодежным делам».— 